# Општина Песчана (Валча)
Песчана (рум. Pesceana) општина је у Румунији у округу Валча.
Oпштина се налази на надморској висини од 305 m.